# Petroperú
Petróleos del Perú eller Petroperú er et peruviansk statsejet olie- og gasselskab. De beskæftiger sig med transport, raffinering, distribution og handel med brændstof og andre olieprodukter. Virksomheden blev oprettet af staten Peru i 1969. De har ca. 2.500 ansatte og hovedkvarter i Lima.